# 차사
차사(差使)는 조선 시대 중요한 임무를 위하여 왕명으로 파견하던 임시 관직이다.

## 같이 보기
- 함흥차사
- 어사